# 學甲白礁亭
白礁亭是臺灣臺南市學甲區一個舉行宗教科儀的祭壇建築，位於學甲傳統十三庄47角頭中頭前寮聚落的西南方，行政區原屬西進里，目前則是中洲里境內，是學甲慈濟宮舉行上白礁刈香與謁祖兩大宗教活動的主要場地。

## 建亭典故
學甲慈濟宮主祀神明保生大帝，其信仰源自福建，乃中國大陸東南沿海一帶廣受崇拜的醫神。而當初鄭成功以臺灣為反清復明的根據地時，其所帶領的部隊中有許多為福建沿海一帶居民，其中一支來自保生大帝信仰起源地泉州府同安縣白礁（即今大陸地區福建省漳州市龍海市角美鎮）的軍民，而隊伍中一戶李姓人家奉請家鄉慈濟宮的神明保生大帝，並也奉請陪祀的謝府元帥、中壇元帥神尊金身，同來做為隊伍渡海來台的保護神。大隊軍民於農曆三月11日於在將軍溪平安登陸，上岸地點即在亭的附近即今之頭前寮庄頭西南方，而日後此地又稱之為大道公埔。  
清朝時期，學甲慈濟宮的習俗是回中國大陸祖廟進行謁祖儀式，這個謁祖的宗教儀式稱之為「上白礁」，直至1920年在日本佔領臺灣之後，因進行一連串的海禁政策，其後又在臺灣強制推行皇民化運動，加上之後又發生了二次世界大戰，於是慈濟宮便中斷了前往大陸的謁祖活動。  
當1945年臺灣光復後，基於謁祖的隊伍船隻須渡海因之風險較大，此外對於正值百業待興的臺灣，往返大陸一趟路來不但路途遙遠況且開銷也大。於是便改在每年登陸日的農曆3月11日，在將軍溪畔舉行，信眾來到登陸地頭前寮（大道公埔）進行「請水」的儀式，並在此亭遙祭對岸白礁祖廟的宗教儀式，取代了回福建祖廟的宗教活動。  
嗣後，為了讓為慈濟宮上白礁刈香與謁祖等祭祀活動，有一個固定的場域來進行各項的祭典科儀，遂而於1981年於頭前寮庄頭西南方的將軍溪畔興建此亭。然在民國88年（1999年）9月21日凌晨，臺灣發生嚴重的地震（即921大地震），也讓白礁亭主體受到嚴重的損毀，為了讓慈濟宮上白礁的謁祖活動得以順利進行，遂於2001年初拆除原建築物並原地重建，並於2002年初完工即為今日之狀，且於亭內立有「白礁亭重建碑記」，作為歷史見證。  

## 建築風貌與科儀
白礁亭從外觀看其屋頂為重簷歇山式造型，此能讓建物主體顯得厚重、沈穩，而正脊上飾以雙龍戲珠，加上脊頭正吻的制火神獸，且戧脊上的戧獸、仙人走獸等一應俱全，另屋頂搭配紅色的琉璃筒瓦，更具一股素雅的感覺。再從亭子內觀察，亭頂是由十二枝粗大圓形水泥柱所支撐起來，並且每枝柱子上也都書有對聯，此外，而為了容納較多參與祭祀的人員，除正中設有固定式的石製神案外是開放的空間，亭子內的空間也設計的頗為寬敞是一座大型亭子。此外，進入停內在神案上方前上方即書有「如臨祖庭」四個大字，而亭前柱上以「白礁謁祖」為句首的楹聯「白柱調朱三百年來瞻帝闕，礁波泛碧八千里外沐神恩。」及「謁者不忘一軍忠勇驅烏鬼，祖神長在萬里香煙接白礁。」目前在白礁亭左右兩側留有吳三連先生「奉祀保生大帝與謁祖祭典的涵義」，及學甲慈濟宮第三屆董監事會「白礁亭碑記」兩方石碑。 
無論是刈香或者是謁祖，活動最重要的程序便是在白礁亭的祭祀科儀，在所有隊伍（藝陣、藝閣、神轎等）陸續抵達後，白礁亭內將依古禮進行遙祭（向祖廟進行祭拜）典禮正式開始。典禮過程既莊嚴又肅穆，儀式一開始首先是祭拜中華民族列祖列宗，之後依序為 : 唸祭文、獻花、敬果、鞠躬、參拜等祭祀程序。接著遙拜大陸白礁慈濟宮祖廟，當一切行禮如儀之後，最後在將軍溪畔請水完畢，才打道返回慈濟宮，所有科儀行程結束通常皆已是隔天凌晨三、四點了。    

## 圖集

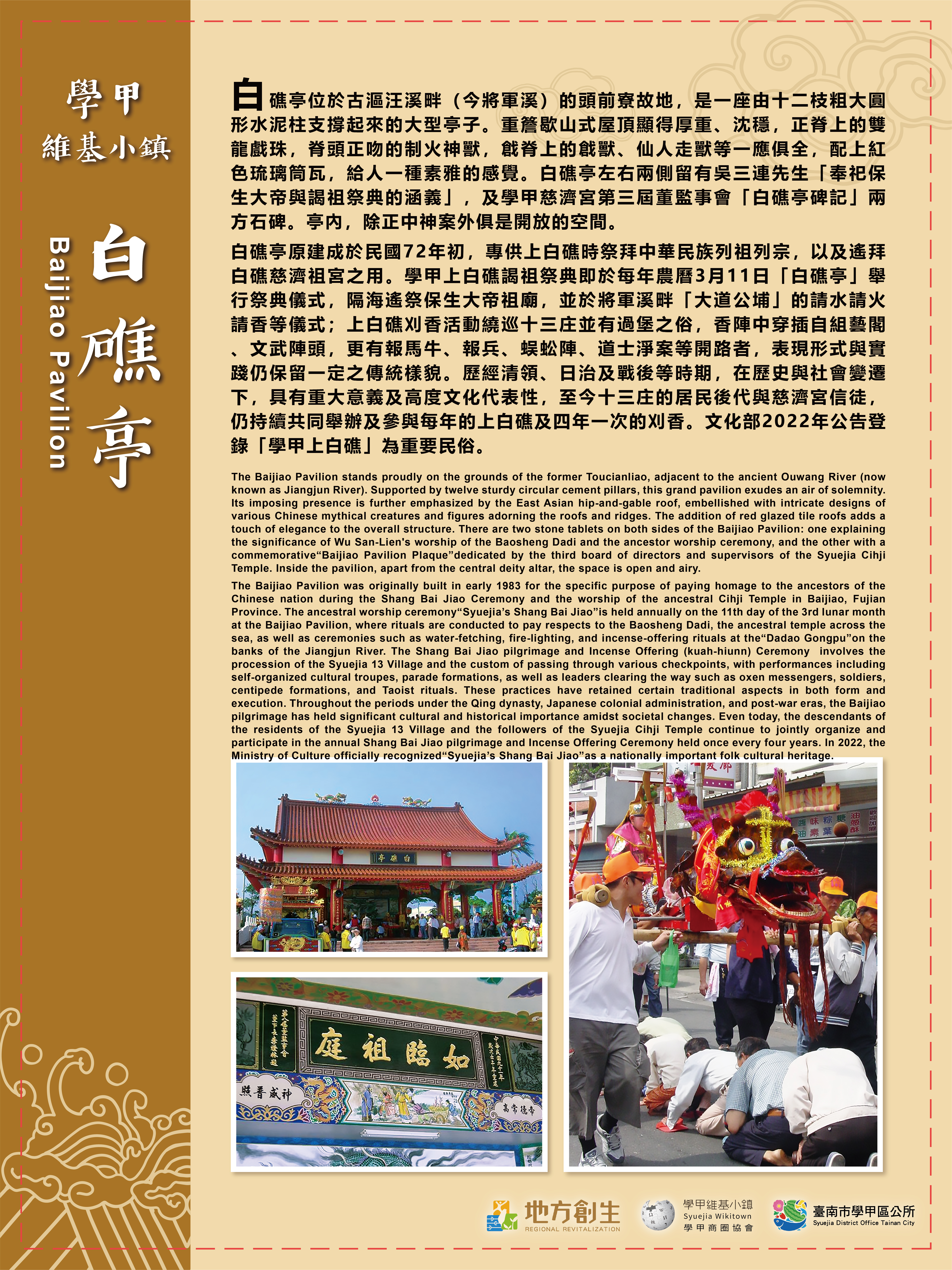
白礁亭-解說牌
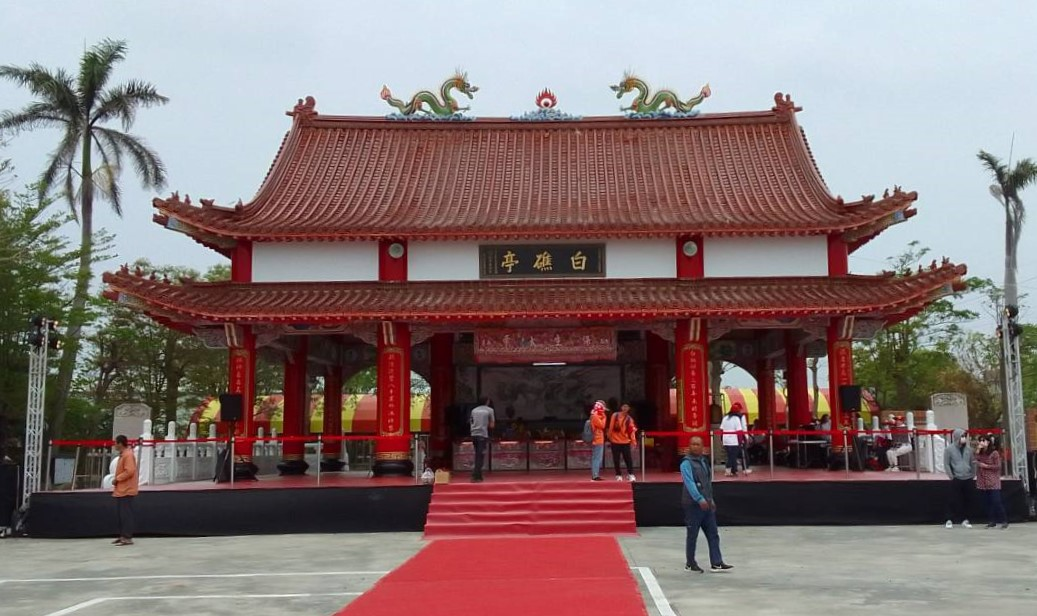
主建築全景
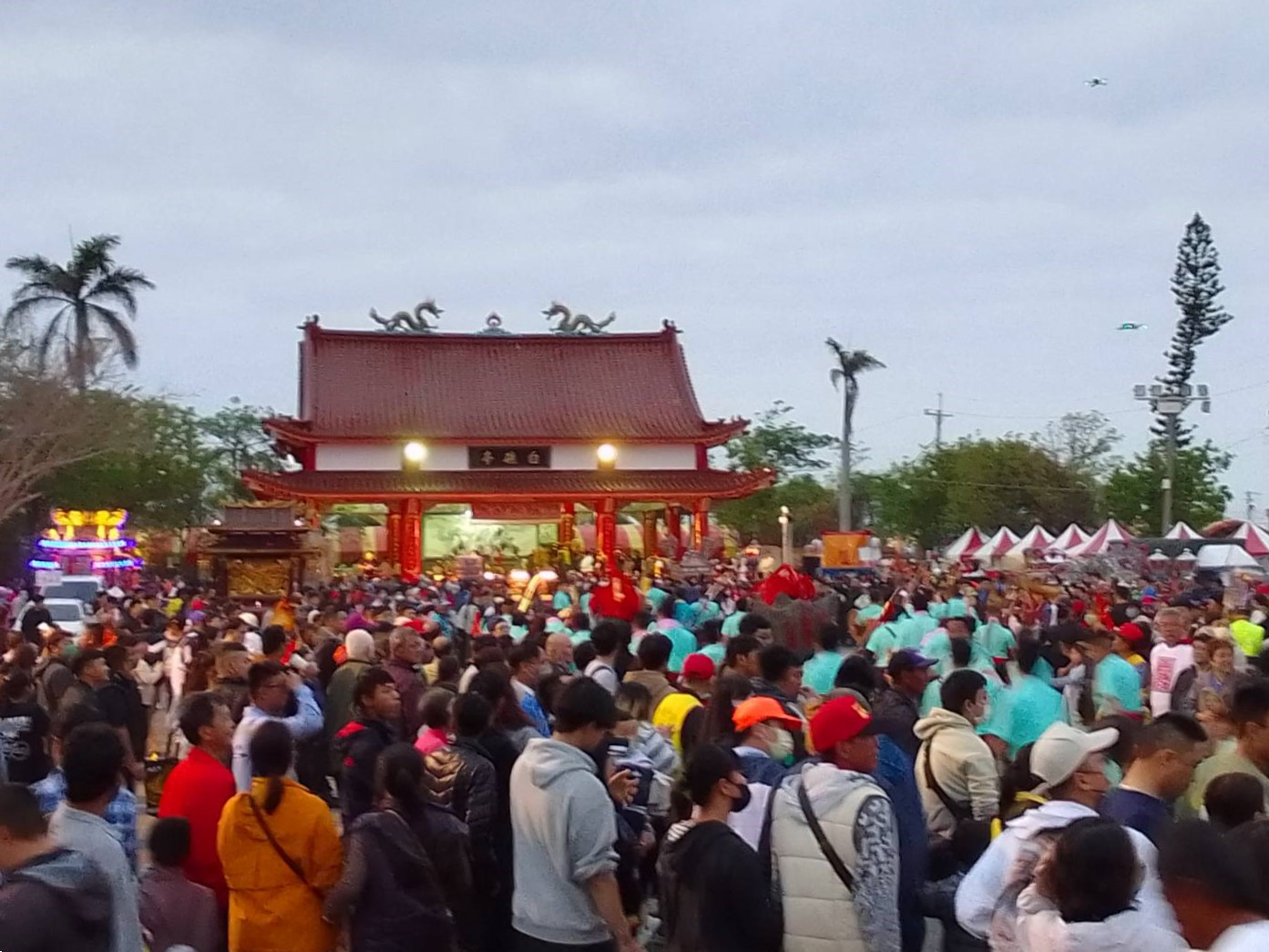
2025年慈濟宮上白礁亭前的信眾
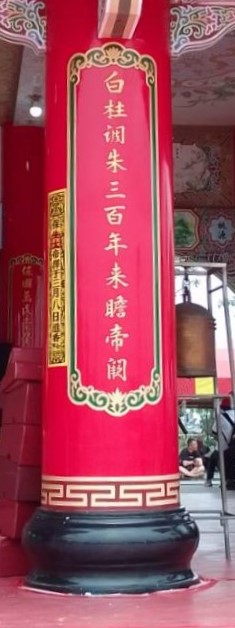
主柱楹聯-1
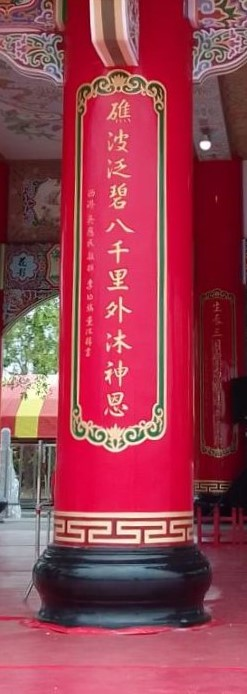
主柱楹聯-2
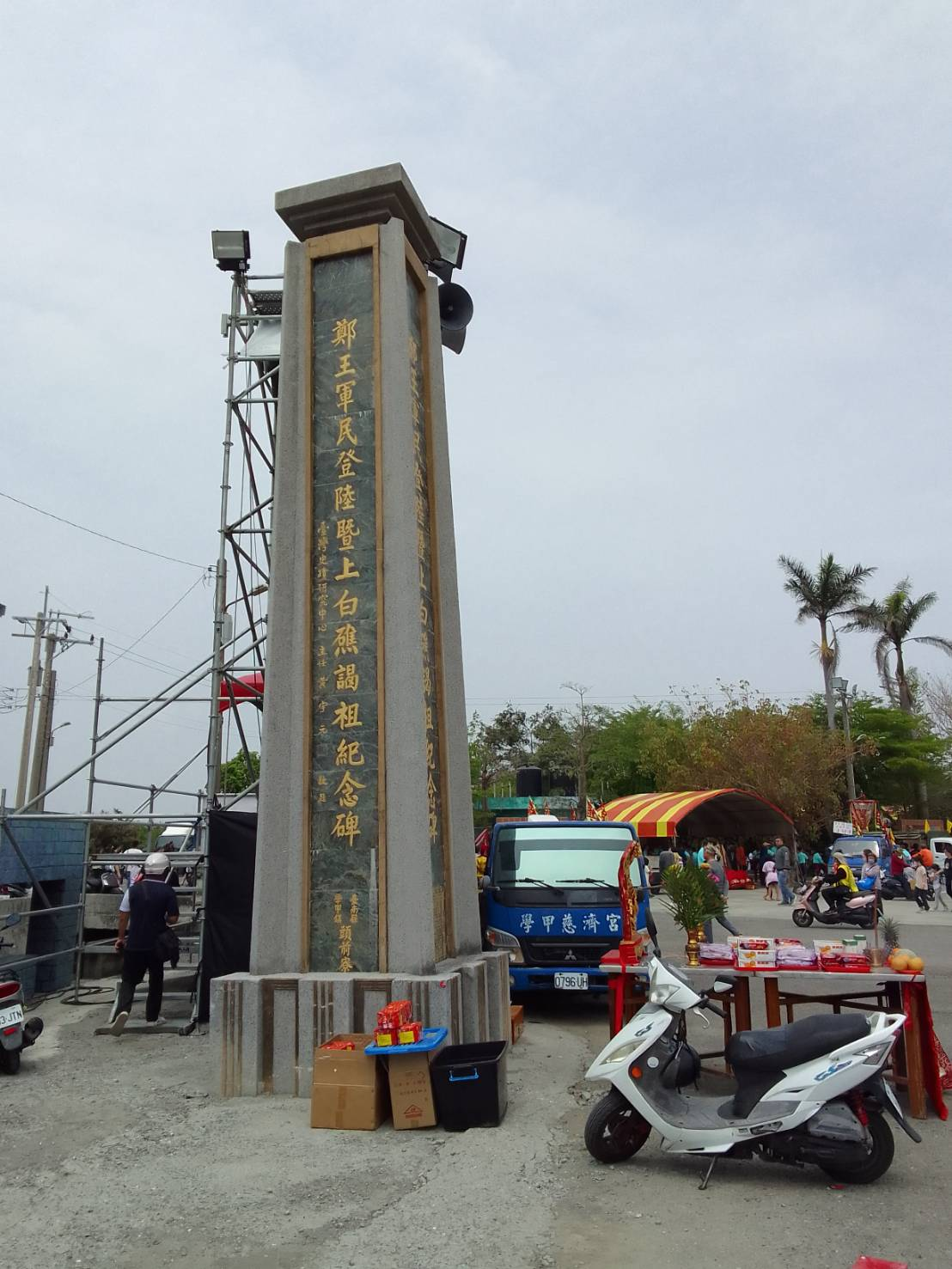
亭前登陸紀念碑
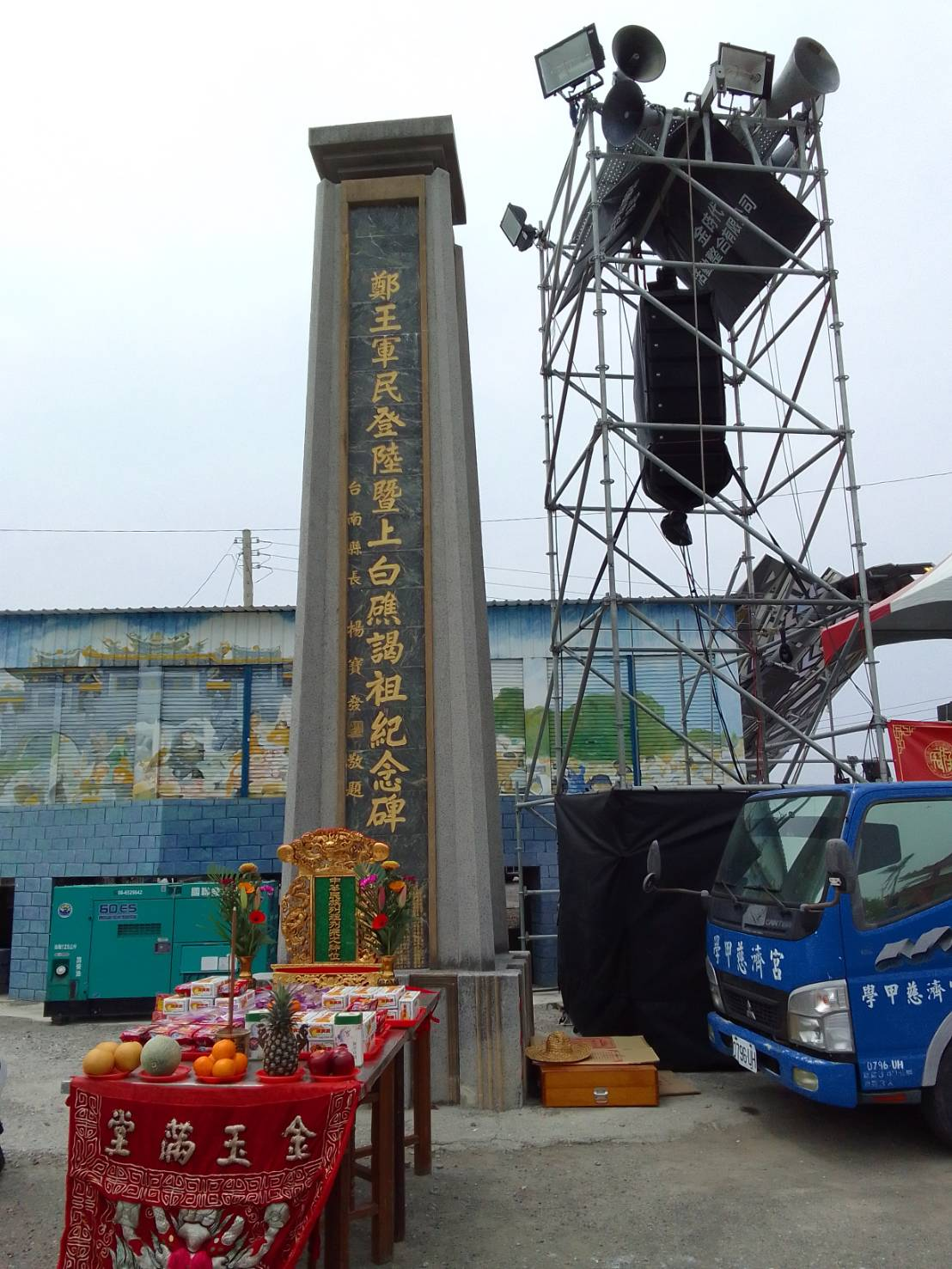
2025年慈濟宮上白礁登陸紀念碑及香案
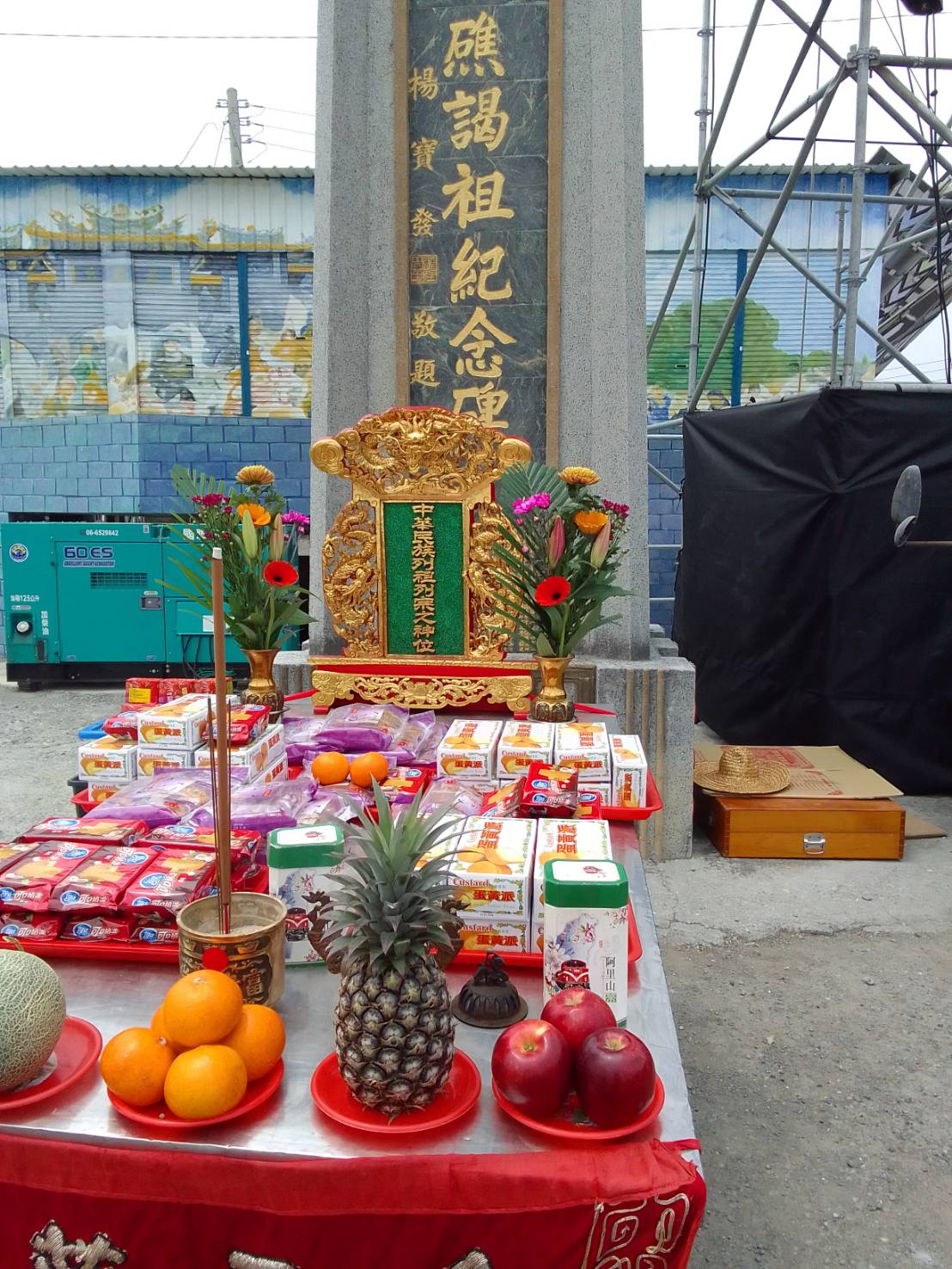
2025慈濟宮上白礁登陸紀念碑先民神位